# Chasm: The Rift
Chasm: The Rift — игра в жанре шутера от первого лица, разработанная украинской студией Action Forms и изданная компанией Megamedia Corporation в 1997 году для операционной системы MS-DOS. Действие игры происходит в нескольких локациях, включая военные базы, древнеегипетские гробницы, средневековье и инопланетный мир. Игрок выступает в роли элитного солдата, которому предстоит в одиночку сражаться с силами зла, проникающими из прошлого и будущего через временны́е порталы.
Разработка игры под названием Tron: The Hammer of War началась в середине 1990-х годов группой студентов Киевского политехнического института под впечатлением от игры Doom. Процесс создания затянулся на несколько лет, в ходе которых менялись название, сценарий и графика игры. Издатель игры был найден через интернет: им выступила американская компания Megamedia Corporation.
Chasm: The Rift получила в основном положительные отзывы критиков, высоко оценивших детализированных монстров, дизайн оружия и некоторые технические решения. Однако простой дизайн уровней и не самый оригинальный игровой процесс не позволили игре конкурировать с более известными шутерами того времени. В 2022 году, спустя 25 лет после выхода, игра была переиздана на сервисе Steam с улучшенной графикой и управлением, а в мае 2023 года — на игровых системах Nintendo Switch, PlayStation 4, PlayStation 5, Xbox One и Xbox Series X/S.

## Игровой процесс

Скриншот версии для DOS. Игрок держит помповый дробовик. Враг представляет собой зелёное существо с дубиной, стоящее в коридоре со стенами и полом в египетском стиле с низким потолком

Chasm: The Rift — трёхмерный шутер от первого лица, действие которого происходит в нескольких локациях, охватывающих различные эпохи и миры: от современных военных баз и древнеегипетских гробниц до средневековых замков и инопланетных ландшафтов. Каждая временная эпоха и мир включают в себя несколько уровней. Игрок выступает в роли элитного солдата, которому предстоит в одиночку сражаться с силами зла, проникающими из прошлого и будущего через временные порталы. Для победы необходимо найти и уничтожить эти порталы.
Арсенал игрока в Chasm: The Rift включает несколько видов оружия. Основным является винтовка с неограниченным боезапасом, которая подходит для стрельбы с дальней дистанции. Также доступны более мощные, но требующие боеприпасов дробовик и пулемёт Volcano. Кроме того, игрок может найти футуристическое энергетическое оружие — BladeGun («дискомёт») и ArrowGun, стреляющий сгустками энергии. Однако боезапас этого оружия сильно ограничен. Также присутствует аналог ракетницы, но из-за низкой скорострельности и опасности для самого игрока в узких коридорах, она малоэффективна. Самым мощным оружием является Dimension Detonator, действующий по принципу BFG из Doom — выстрел из этого оружия поражает большую область и наносит огромный урон всем противникам в зоне поражения, но его применение ограничено малым количеством зарядов и риском самоубийства в тесных помещениях.
Игровой процесс проходит в виде перестрелок на узких и запутанных уровнях. Враги обладают высокой огневой мощью, поэтому игроку необходимо постоянно двигаться и искать укрытия. Одной из главных особенностей является возможность отстреливать разные части тел монстров. Они продолжают сражаться и с оторванными конечностями. Помимо обычных монстров, в конце каждого эпизода присутствуют боссы. Для их уничтожения необходимо использовать специальные тактики. Сюжет развивается с помощью брифингов и радиопереговоров неигровых персонажей между уровнями. В игре присутствуют как однопользовательский, так и многопользовательский режимы.

## Разработка
Разработка Chasm: The Rift началась с увлечения двух студентов Киевского политехнического института, Ярослава Кравченко и Олега Слюсаря, игрой Doom. Желая создать шутер по своему вкусу, они начали разработку «домашнего» проекта под названием Tron: The Hammer of War, но позже к ним присоединились Игорь Карев и Денис Верещагин, и стало ясно, что игра может стать коммерческой. На начальном этапе поддержку разработчикам оказала компания Global Ukraine, а для привлечения инвестиций разработчики использовали интернет. В процессе разработки игра претерпела серьёзные изменения — менялись название, сценарий, графика. Для поиска издателя разработчики разместили информацию об игре в интернете, что позволило привлечь внимание американских компаний. В итоге издателем игры стала Megamedia Corporation, уже имевшая опыт работы с украинской студией «Меридиан-93».
В октябре 2022 года, спустя 25 лет после первого выпуска, Chasm: The Rift была переиздана на сервисе Steam. Изданием занималась небольшая компания SNEG Ltd., специализирующаяся на переизданиях старых игр. Обновлённая версия получила поддержку современных разрешений экрана и небольшие улучшения, сохранив при этом оригинальный игровой процесс и графический стиль. В мае 2023 года игра была также портирована на современные игровые системы — Xbox One, Xbox Series X/S, PlayStation 4, PlayStation 5 и Nintendo Switch. Данные версии включают в себя ряд улучшений, направленных на удобство игры на современных платформах. В частности, была добавлена поддержка разрешения 4K, а управление было адаптировано для геймпадов.

## Критика
| Сводный рейтинг       | Сводный рейтинг |
| Агрегатор             | Оценка          |
| --------------------- | --------------- |
| GameRankings          | 62,18 %         |
| Иноязычные издания    |                 |
| Издание               | Оценка          |
| Destructoid           | 6,5 из 10       |
| GameRevolution        | C+              |
| GameSpot              | 6,1 из 10       |
| Gamezebo              | 3 из 5          |
| PC Gamer (US)         | 56 %            |
| The Adrenaline Vault  | 3,5 из 5        |
| Génération 4          | 2 из 6          |
| Svet Kompjutera       | 83 %            |
| PC Powerplay          | 60%             |
| PC Games              | B+              |
| Русскоязычные издания |                 |
| Издание               | Оценка          |
| Game.EXE              | 88 %            |
| «Игромания»           | 7 из 10         |
| «НИМ»                 | 6,0 из 10       |

Критики в основном положительно оценили Chasm: The Rift за детализированных монстров с возможностью отстреливать части тел, хороший дизайн оружия и некоторые интересные технические решения, такие как эффекты дождя и разрушаемое окружение. Однако они также отмечали, что игра сильно уступает Quake и другим шутерам того времени из-за слишком простого дизайна уровней с обилием узких коридоров, ограничивающих передвижение игрока, а многопользовательский режим критиковался за неудобства и неспособность конкурировать с более известными играми.
Обозреватель журнала Game.EXE в целом позитивно оценил игру Chasm: The Rift, несмотря на отсутствие поддержки 3D-ускорителей. Среди сильных сторон были выделены дизайн и анимация монстров, точечная система повреждений, хорошо проработанный ИИ противников, интересные механизмы дверей и выключателей, а также отличная анимация оружия. Однако главным недостатком игры рецензент назвал полностью плоские уровни в стиле Doom, что, по его мнению, нивелирует многие технологические достижения Chasm: The Rift и сразу бросается в глаза искушённому игроку. Тем не менее, обозреватель отметил, что все недостатки игры объяснимы и оправданы, а сама она выполнена органично. В итоге автор назвал Chasm: The Rift одним из лучших шутеров на момент выхода, уступающим только Quake, Hexen II и находящимся на одном уровне с Jedi Knight и Turok; несмотря на некоторые недостатки, игра пришлась ему по душе благодаря своей стильности и аккуратности исполнения. Кэлвин Хаббл в своём обзоре для GameRevolution, однако, не согласился с этим, написав что Chasm не выдерживает конкуренции не только с Quake, Hexen II, но и с Jedi Knight. При этом он отметил интересных врагов, оригинальные визуальные эффекты и атмосферу, но раскритиковал игру за слишком простой игровой процесс и базовый движок, не поддерживающий 3D-ускорители.
Александр Ланда в обзоре Chasm: The Rift для журнала «Навигатор игрового мира» отметил явное сходство игры с Quake в дизайне уровней, оружия и монстров, но гораздо более высокую сложность из-за мощных врагов и нехватки аптечек. Критик назвал уровни слишком простыми и узкими, лишающими игрока возможности манёвра. С другой стороны, он высоко оценил детализацию и анимацию монстров, а также возможность отстреливать части их тел. Обозреватель подчеркнул низкие системные требования игры при наличии продвинутых графических эффектов. Однако многопользовательский режим был назван совершенно неиграбельным из-за дизайна уровней и отсутствия поддержки модема. В итоге Ланда охарактеризовал Chasm: The Rift как противоречивого «середнячка», сочетающего устаревший дизайн уровней с современной графикой. По мнению критика, игра подойдёт «хардкорным» поклонникам жанра, уже «наигравшимся» в Quake, но будет слишком специфична и сложна для неискушённой аудитории.
В обзоре игры от Эмиля Пальяруло для сайта The Adrenaline Vault отмечается, что несмотря на запутанный сюжет и сеттинг, история «хорошо работает в контексте игры». Пальяруло особенно высоко оценил детализированные модели врагов с механикой расчленения и высококачественную графику игры без использования трёхмерного ускорения. К недостаткам Chasm: The Rift Пальяруло относит слишком тёмные текстуры уровней и неудобное управление мышью, а также то, что многопользовательский режим не сможет составить конкуренцию более именитым шутерам. Майкл Лутон в обзоре для PC Gamer отметил, что несмотря на некоторые интересные визуальные эффекты и детализированных монстров, игра сильно уступает Quake из-за плоского дизайна уровней, неудобного управления и отсутствия полноценной многопользовательской игры по интернету. В итоге критик не рекомендовал Chasm никому, кроме самых преданных фанатов жанра, готовых мириться с недостатками игры. Аналогично, обозреватель сербского журнала Svet Kompjutera заметил, что несмотря на качественный движок и визуальные эффекты, игра содержит «технические дефекты» и что «изобретательность на абсолютном нуле».
Питер Олафсон из PC Games назвал игру «очень приятным сюрпризом», характеризуя её как «живую, искусную и на удивление оригинальную смесь с элементами других игр». По его словам, несмотря на то что Chasm представляет собой «своего рода шведский стол от id», заимствуя элементы из Quake, Doom, Duke Nukem 3D и Hexen, игра «сфокусирована на вещах, которые действительно работают». Обозреватель GameSpot посчитал, что, по сравнению с другими шутерами на рынке, это более простой и дешёвый шутер, нацеленный на пользователей 486-х компьютеров и занимающий промежуточное положение между Doom и Quake. По мнению обозревателя, несмотря на не самый передовой движок и «вторичный» игровой процесс, игра добавляет некоторые интересные детали, такие как эффект дождя, возможность разбивать окна и уничтожать источники света, и очень детализированных монстров, которым можно отстреливать конечности, хотя и не более одной. Обозреватель посчитал, что арсенал игрока достаточно стандартен и создаёт впечатление, что он был полностью позаимствован из Terminator: Future Shock. Обозреватель французского журнала Génération 4 аналогично отметил, что на его взгляд, оружие «банально», а уровни «традиционны».

### Переиздание
Зоуи Хэндли из Destructoid в обзоре переиздания 2022 года отметила, что игру часто называли «бедняцкой версией Quake» и относили к категории «евродженка» (англ. Eurojank). Несмотря на крепкую боевую систему со скоростным и мощным оружием, а также проработанное расчленение врагов, игра сильно уступала Quake и другим шутерам того времени из-за слишком простой архитектуры уровней, отсутствия «объёмного дизайна» (комната-над-комнатой) и наличия узких коридоров, ограничивающих мобильность. Тем не менее, рецензент высоко оценила большую работу разработчиков по модернизации движка в переиздании. Критик Gamezebo, рассматривая порт для Switch, отметил, что в игре присутствуют увлекательные бои с расчленением врагов, но, в то же время, она страдает от устаревшего дизайна и проблем с навигацией, и будет интересна в первую очередь любителям истории шутеров.